# Світличний Іван Євгенович

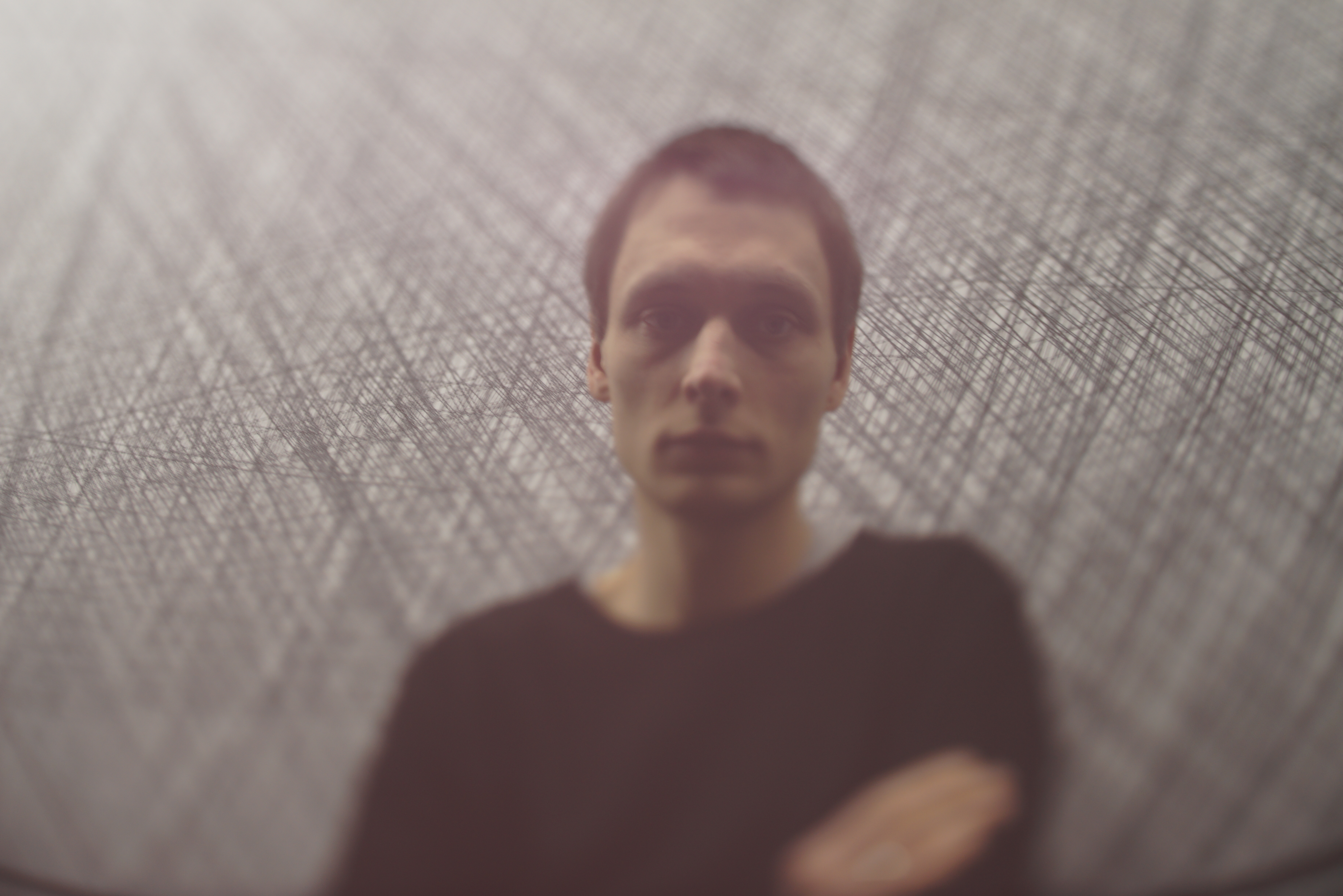

Світли́чний Іва́н Євгенович (народився 16 грудня 1988, Харків) — український художник. Основний напрямок роботи — мистецтво нових медіа, відеоарт, саундарт, також працює з інсталяціями, скульптурою, графікою.
Учасник Венеційській бієнале 2017 (в рамках Українського Павільйону).
Лауреат премії Премії імені Казимира Малевича 2018.

## Життєпис
Народився у м. Харкові, у родині художника-нонконформіста — Світличного Євгена та філологині, спеціалістки з класичної філології — Світличної Євгенії. Закінчив у 2012 році Харківську державну академію дизайну та мистецтв, факультет станкової та монументальної скульптури.
Також навчався у майстернях  Віталія Кулікова, Володимира Шапошникова, Володимира Кочмара.

## Творчість
Професійну творчу діяльність Іван Світличний розпочав у 2008 році.
У 2017 він, разом з художниками Лєрою Полянськовою та Максом Роботовим, став співзасновником експозиційного середовища Shukhliada — онлайн платформи для незалежних художніх та кураторських проєктів.
У 2018, у цьому ж складі, художники започаткували Photinus — ком'юніті, що спрямоване на розвиток мистецтва нових медіа в Україні.
Вибрані персональні виставки:
- «Добре проторені зв'язки», спільно з Photinus, Музей Кіно Довженко-Центру, Київ, Україна (2021).
- «GRAMMAR. FIX.», Львівський муніципальний мистецький центр[10], Львів, Україна (2021).
- «GRAMMAR. FIX.», Voloshyn Gallery[11], Київ, Україна (2019).
- саундперфоманс «Human touch. І густішає тиша», спільно з артгрупою SVITER, WRO Art Center, Вроцлав, Польща (2018).
- алгоритмічне середовище «Verbatix», спільно з артгрупою SVITER, transmediale Vorspiel, Берлін, Німеччина (2018).
- «Udy — Cervo», галерея In Primo Luogo, Турин, Італія (2014).
- саундперфоманс «0 dB/10³», Національний художній музей України, Київ, Україна (2014).
- «Субобраз», PinchukArtCenter, Київ, Україна (2014).
- саундперфоманс «Футуристична реконструкція», спільно з артгрупою SVITER, Центр сучасного мистецтва «ЄрміловЦентр», Харків, Україна (2012).

Вибрані групові виставки
- «Україна. Інший погляд на взаємини», Міжнародний культурний центр, Краків, Польща (2021).
- «Living Archives», Digital Cultures, Варшава, Польща (2019).
- «Десь зараз», галерея Labirynt, Люблін, Польща (2018).
- «Документація тотального саундперформансу», у спільно з артгрупою SVITER та Лесею Хоменко, Fridman Gallery, Нью-Йорк, США (2018).
- «Ступінь залежності», BWA Wrocław, Вроцлав, Польща (2016).
- Міжнародний симпозіум сучасного мистецтва Бірючий, півострів Бірючий, Україна (2013).
- «Місце зустрічі», «ІЗОЛЯЦІЯ. Платформа культурних ініціатив», Донецьк, Україна (2013).
- ARSENALE 2012 – перша Київська міжнародна бієнале сучасного мистецтва, Мистецький Арсенал, Київ, Україна (2012).

Роботи знаходяться у колекції Національного художнього музею України, колекції Cittadellarte-Fondazione Pistoletto.
Отримав Премію імені Казимира Малевича у 2018, був номінований на премію Pinchuk Art Prize 2018, 2015, 2013, 2011 роках.
Учасник резиденцій U – Jazdowski, Варшава, Польща (2020), Edinburgh Sculpture Workshop, Единбург, Шотландія (2019), Cittadellarte-Fondazione Pistoletto, Б'єлла, Італія (2014).
Роботи Івана Світличного спрямовані на діалог та взаємодію з аудиторією, через використання та поєднання сучасного медіа (відео, звук, перформанс та інсталяція) з класичними матеріалами (метал, дерево, камінь).